# دهستان اوزرود
اوزرود، دهستانی است به مرکزیت روستای پیل از توابع بخش بلده شهرستان نور در استان مازندران ایران.

## جمعیت
براساس سرشماری سال ۱۳۸۵جمعیت آن ۱۸۱۱ نفر (۵۹۸ خانوار) بوده‌است.